# خوسيه كابريرا (لاعب كرة قدم)
خوسيه كابريرا (بالإسبانية: José Luis Cabrera Cava)‏ هو لاعب كرة قدم إسباني، ولد في 10 مايو 1982 في مدريد في إسبانيا. لعب مع ديبورتيفو ألافيس وريال مدريد ج وريال مدريد كاستيا ونادي ألميريا ونادي بونتيفيدرا ونادي فييانوفينسي ونادي قرطبة.

## وصلات خارجية
- خوسيه كابريرا على موقع قاعدة بيانات كرة القدم.إي يو (الإنجليزية)
- خوسيه كابريرا على موقع Soccerway.com (الإنجليزية)